# Mullan
Mullan és una població dels Estats Units a l'estat d'Idaho. Segons el cens del 2000 tenia 840 habitants.

## Demografia
Segons el cens del 2000, Mullan tenia 840 habitants, 367 habitatges, i 227 famílies. La densitat de població era de 390,8 habitants/km².
Dels 367 habitatges en un 28,1% hi vivien nens de menys de 18 anys, en un 51,2% hi vivien parelles casades, en un 6,8% dones solteres, i en un 37,9% no eren unitats familiars. En el 32,4% dels habitatges hi vivien persones soles el 13,9% de les quals corresponia a persones de 65 anys o més que vivien soles. El nombre mitjà de persones vivint en cada habitatge era de 2,29 i el nombre mitjà de persones que vivien en cada família era de 2,91.
Per edats la població es repartia de la següent manera: un 24,9% tenia menys de 18 anys, un 5,6% entre 18 i 24, un 25,2% entre 25 i 44, un 27,5% de 45 a 60 i un 16,8% 65 anys o més.
L'edat mediana era de 41 anys. Per cada 100 dones de 18 o més anys hi havia 100,3 homes.
La renda mediana per habitatge era de 30.417 $ i la renda mediana per família de 36.917 $. Els homes tenien una renda mediana de 31.250 $ mentre que les dones 20.833 $. La renda per capita de la població era de 14.943 $. Aproximadament el 7,8% de les famílies i el 12,1% de la població estaven per davall del llindar de pobresa.

## Poblacions més properes
El següent diagrama mostra les poblacions més properes.